# USS LST-422
O USS LST-422 foi um navio de guerra norte-americano da classe LST que operou durante a Segunda Guerra Mundial.